# Sacały
Sacały – osada leśna w Polsce położona w województwie wielkopolskim, w powiecie tureckim, w gminie Brudzew.
Do około 1945 roku w osadzie istniał dworek Pawła Rybnikowa, a następnie jego syna Sergiusza.

## Pomnik
W miejscowości stoi pomnik powstańców styczniowych, walczących w 1863 roku w lesie pod Krwonami.
Pomnik powstał z inicjatywy Towarzystwa Przyjaciół Brudzewa i został sfinansowany w całości z jego środków. Autorem projektu pomnika jest dr Stanisław Szymański, zaś jego wykonawcą W. Opas. Co roku, w dniu 11 listopada, pod pomnikiem odprawiana jest uroczysta msza w intencji Ojczyzny, sprawowana przez proboszcza parafii Janiszew.

## Historia
Słownik Geograficzny Królestwa Polskiego podaje:
| Sacały - kolonia i folwark w powiecie kolskim nad rzeką Wartą, w gminie Koźmin, parafia Janiszew, w odległości 13 wiorst od Koła. Kolonia ma 8 domów i 50 mieszkańców, a folwark 4 domy i 10 mieszkańców. W 1827 roku były tu 2 domy i 26 mieszkańców. Sacały wchodziły w skład dóbr Osina. |